# Pesn pro kuptsa Kalasjnikova
Pesn pro kuptsa Kalasjnikova (ryska: Песнь про купца Калашникова, inofficiellt översatt Sången om köpmannen Kalasjnikov) är en rysk dramafilm från 1909, regisserad av Vasilij Gontjarov. Filmen är baserad på Michail Lermontovs dikt "Sången om tsar Ivan Vasiljevitj, hans unge livdrabant och den djärve köpmannen Kalasjnikov" från 1838. Huvudrollen var skådespelaren Pjotr Tjardynins filmdebut.

## Rollista
- Pjotr Tjardynin – Kalasjnikov
- Aleksandra Gontjarova – hans fru
- Andrej Gromov – Kiribejevitj
- Ivan Potemkin – tsar Ivan den Förskräcklige
- Antonina Pozjarskaja